# Ducatul Salzburg

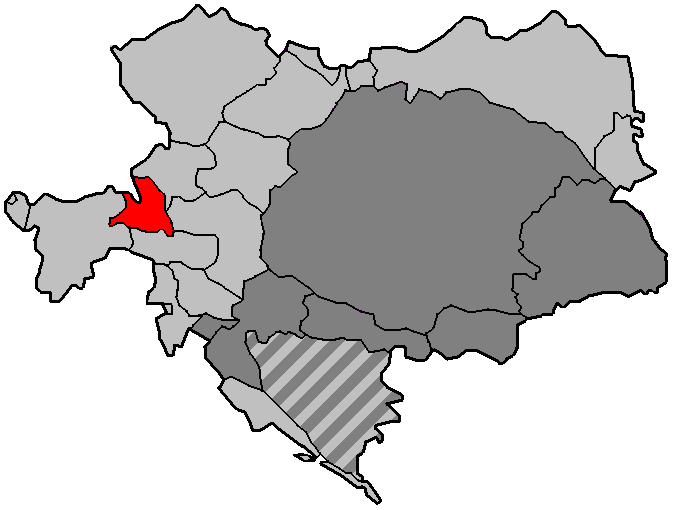
Ducatul Salzburg în Austro-Ungaria

Ducatul Salzburg (în germană Herzogtum Salzburg în perioada 1849–1918; în perioada 1803–1806 era Principatul / Kurfürstentum Salzburg al Sfântului Imperiu Roman) își are originea în Principatul arhiepiscopal Slazburg (Fürsterzbistum Salzburg). În 1810 teritoriul făcea parte din Regierungsbezirk Salzachkreis al Regatului Bavariei, din 1816 a intrat ca district cu numele de Salzburgkreis în țara Coroanei Arhiducatul Austriei de peste Enns a Imperiului Austriac până când, în 1849, a fost ridicat la statutul de ducat și a devenit o țară a Coroanei autonomă. Din Ducatul Salzburg a fost constituit în 1918 statul federat Salzburg.